# Coppa dell'Europa Centrale 1934
La Coppa dell'Europa Centrale 1934 fu l'ottava edizione della Coppa dell'Europa Centrale e venne vinta, per la seconda volta, dagli Italiani del AGC Bologna. Capocannoniere con 10 gol fu Carlo Reguzzoni, sempre dei bolognesi.
Il successo della manifestazione consigliò al Comitato organizzatore di ampliarla, raddoppiando le presenze per ciascuna delle quattro nazioni partecipanti, l'Austria, la Cecoslovacchia, l'Ungheria, e l'Italia. Ogni Federazione inviava le prime quattro classificate del proprio campionato, tranne l'Austria che riservava un posto per la vincitrice della propria coppa nazionale.

## Partecipanti
| Naz.                      | Squadra                                                | Campionato | Note                                       |
| ------------------------- | ------------------------------------------------------ | --- | ------------------------------------------ |
| Austria (bandiera)        | SK Admira SK Rapid FK Austria Floridsdorfer AC         | Campione d'Austria 1933-34, Vincitrice Coppa d'Austria 1933-34 Vicecampione d'Austria 1933-34 3º campionato d'Austria 1933-34 7º campionato d'Austria 1933-34 | Vincitrice Coppa dell'Europa Centrale 1933 |
| Cecoslovacchia (bandiera) | SK Slavia Praha AC Sparta Praha SK Kladno Teplitzer FK | Campione di Cecoslovacchia 1933-34 Vicecampione di Cecoslovacchia 1933-34 3º campionato di Cecoslovacchia 1933-34 4º campionato di Cecoslovacchia 1933-34     |                                            |
| Ungheria (bandiera)       | Ferencvárosi FC Újpesti FC Bocskai SC Hungária FC      | Campione d'Ungheria 1933-34 Vicecampione d'Ungheria 1933-34 3º campionato d'Ungheria 1933-34 4º campionato d'Ungheria 1933-34                                 |                                            |
| Italia (bandiera)         | Juventus FC AS Ambrosiana Inter AC Napoli AGC Bologna  | Campione d'Italia 1933-34 Vicecampione d'Italia 1933-34 3º campionato d'Italia 1933-34 4º campionato d'Italia 1933-34                                         |                                            |

## Torneo

### Ottavi di finale
| Squadra 1       | Totale | Squadra 2           | Andata | Ritorno |
| --------------- | ------ | ------------------- | ------ | ------- |
| Ferencvárosi FC | 10 - 1 | Floridsdorfer AC    | 8 - 0  | 2 - 1   |
| SK Kladno       | 4 - 3  | AS Ambrosiana Inter | 1 - 1  | 3 - 2   |
| AGC Bologna     | 3 - 2  | Bocskai SC          | 2 - 0  | 1 - 2   |
| SK Slavia Praha | 2 - 4  | SK Rapid            | 1 - 3  | 1 - 1   |
| FK Austria      | 2 - 4  | Újpesti FC          | 1 - 2  | 1 - 2   |
| Juventus FC     | 5 - 2  | Teplitzer FK        | 4 - 2  | 1 - 0   |
| SK Admira       | 2 - 2  | AC Napoli           | 0 - 0  | 2 - 2   |
| Hungária FC     | 6 - 6  | AC Sparta Praha     | 4 - 5  | 2 - 1   |
| Hungária FC     | 3 - 3  | AC Sparta Praha     | 2 - 1  | 1 - 2   |

#### Andata
| Arbitro: | Raffaele Scorzoni |

|                     |           |                     |
| Sindelar 16’ (rig.) | Marcatori | 3’ Kocsis 30’ Szabó |

| Arbitro: | Ján Bízik |

|                                                                                   |           |  |
| Kemény 2’ Rátkai 14’ Toldi 22’ Polgár 26’, 34’ Sárosi 58’, 62’ Bernard 75’ (aut.) | Marcatori |  |

| Arbitro: | Alois Beranek |

|               |           |            |
| Bubeníček 88’ | Marcatori | 25’ Meazza |

| Arbitro: | Augustin Krist |

|                         |           |  |
| Fedullo 3’ Schiavio 31’ | Marcatori |  |

| Arbitro: | Mihály Iváncsics |

|                                         |           |                         |
| Borel 20’ Cesarini 25’, 43’ Ferrari 58’ | Marcatori | 6’ Haberstroh 52’ Zosel |

| Vienna 17 giugno 1934, ore 18:00 | Admira Vienna   | 0 – 0 | Napoli | Wiener Stadion (15.000 spett.)\| Arbitro: \| Bohumil Ženišek \| |
| Arbitro:                         | Bohumil Ženišek |       |        |                                                                 |

| Arbitro: | Rinaldo Barlassina |

|             |           |                               |
| Svoboda 63’ | Marcatori | 39’, 48’ Hochreiter 76’ Bican |

| Arbitro: | Hans Frankenstein |

|                    |           |              |
| Turay 16’ Cseh 56’ | Marcatori | 49’ Faczinek |

#### Ritorno
| Arbitro: | Matzke |

|           |           |                      |
| Hanke 50’ | Marcatori | 70’ Lázár 85’ Sárosi |

| Arbitro: | Augustin Krist |

|                              |           |             |
| Szabó 16’ (rig.) Pusztai 85’ | Marcatori | 42’ Spechtl |

| Arbitro: | Adolf Miesz |

|                |           |                             |
| Meazza 4’, 47’ | Marcatori | 42’ Bubeníček 54’, 80’ Kloz |

| Arbitro: | Eugen Braun |

|                       |           |             |
| Hevesi 18’ Vincze 66’ | Marcatori | 49’ Fedullo |

| Arbitro: | Alois Beranek |

|  |           |              |
|  | Marcatori | 18’ Varglien |

| Arbitro: | Frigyes Klug |

|                                |           |                        |
| Sallustro 17’ Vojak 56’ (rig.) | Marcatori | 69’ Hahnemann 75’ Vogl |

| Arbitro: | Ferenc Majorszky |

|            |           |            |
| Binder 10’ | Marcatori | 73’ Bradac |

| Arbitro: | Alois Beranek |

|                        |           |           |
| Kalocsay 68’ Srbek 85’ | Marcatori | 80’ Dudás |

#### Spareggio
| Arbitro: | Hans Wüthrich |

|                                                                        |           |  |
| Vogl 1’ Hahnemann 50’ Pavlicek 54’ (rig.) Durspekt 62’ Humenberger 77’ | Marcatori |  |

| Arbitro: | Hans Frankenstein |

|              |           |          |
| Kostalek 27’ | Marcatori | 52’ Cseh |

### Quarti di finale

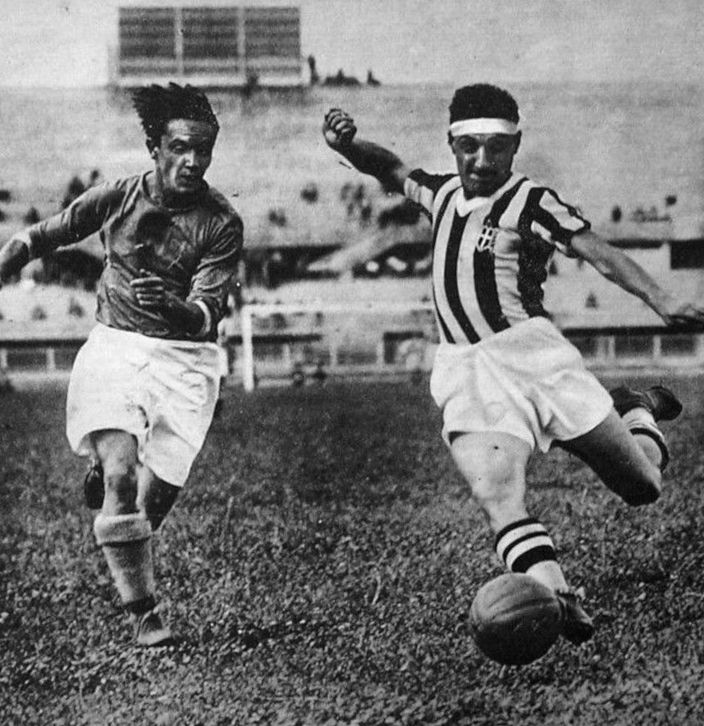
La sfida di ritorno dei quarti di finale tra i magiari dell'Újpest e gli italiani della Juventus.

| Squadra 1       | Totale | Squadra 2       | Andata | Ritorno |
| --------------- | ------ | --------------- | ------ | ------- |
| Ferencvárosi FC | 7 - 4  | SK Kladno       | 6 - 0  | 1 - 4   |
| Újpesti FC      | 2 - 4  | Juventus FC     | 1 - 3  | 1 - 1   |
| AGC Bologna     | 7 - 5  | SK Rapid        | 6 - 1  | 1 - 4   |
| SK Admira       | 6 - 3  | AC Sparta Praha | 4 - 0  | 2 - 3   |

#### Andata
| Arbitro: | Camillo Caironi |

|                                                    |           |  |
| Sárosi 5’, 29’, 58’ Toldi 9’ Polgár 71’ Kemény 81’ | Marcatori |  |

| Arbitro: | Bohumil Ženišek |

|           |           |                            |
| Szabó 43’ | Marcatori | 15’ Ferrari 74’, 78’ Borel |

| Arbitro: | Frigyes Klug |

|                                                                     |           |            |
| Perazzolo 20’ Schiavio 35’, 78’ Reguzzoni 50’ Maini 57’ Fedullo 87’ | Marcatori | 38’ Binder |

| Arbitro: | Mihály Iváncsics |

|                                         |           |  |
| Stoiber 34’, 43’ Hahnemann 40’ Vogl 68’ | Marcatori |  |

#### Ritorno
| Arbitro: | Raffaele Scorzoni |

|                                               |           |           |
| Prochazka 46’, 88’ Bubeníček 53’ Hromadka 62’ | Marcatori | 82’ Toldi |

| Arbitro: | Adolf Miesz |

|           |           |           |
| Borel 63’ | Marcatori | 3’ Kocsis |

| Arbitro: | Bohumil Ženišek |

|                                              |           |               |
| Pesser 1’ Binder 71’ (rig.), 74’, 80’ (rig.) | Marcatori | 41’ Reguzzoni |

| Arbitro: | Rinaldo Barlassina |

|                               |           |                   |
| Sedláček 59’, 63’ Zajicek 86’ | Marcatori | 14’, 40’ Durspekt |

### Semifinali
| Squadra 1       | Totale | Squadra 2   | Andata | Ritorno |
| --------------- | ------ | ----------- | ------ | ------- |
| Ferencvárosi FC | 2 - 6  | AGC Bologna | 1 - 1  | 1 - 5   |
| SK Admira       | 4 - 3  | Juventus FC | 3 - 1  | 1 - 2   |

#### Andata
| Arbitro: | Eugen Braun |

|          |           |           |
| Toldi 9’ | Marcatori | 12’ Maini |

| Arbitro: | Frigyes Klug |

|                                         |           |          |
| Siegl 13’ Humenberger 47’ Hahnemann 48’ | Marcatori | 85’ Orsi |

#### Ritorno
| Arbitro: | Augustin Krist |

|                                                        |           |           |
| Perazzolo 5’ Maini 30’ Schiavio 47’, 50’ Reguzzoni 66’ | Marcatori | 6’ Sárosi |

| Arbitro: | Mihály Iváncsics |

|                    |           |          |
| Borel 20’ Orsi 32’ | Marcatori | 40’ Vogl |

### Finale
Gare giocate il 5 e 9 settembre
| Squadra 1 | Totale | Squadra 2   | Andata | Ritorno |
| --------- | ------ | ----------- | ------ | ------- |
| SK Admira | 4 - 7  | AGC Bologna | 3 - 2  | 1 - 5   |

#### Andata
| Arbitro: | Walden |

|                                 |           |                          |
| Stiober 56’ Vogl 58’ Schall 60’ | Marcatori | 7’ Spivach 25’ Reguzzoni |

| SK ADMIRA:   |  |                   |
|              |  |                   |
| P            |  | Peter Platzer     |
| D            |  | Robert Pavlicek   |
| D            |  | Anton Janda       |
| C            |  | Johann Urbanek    |
| C            |  | Karl Humenberger  |
| C            |  | Josef Mirschitzka |
| A            |  | Ignaz Sigl (c)    |
| A            |  | Wilhelm Hahnemann |
| A            |  | Karl Stoiber      |
| A            |  | Anton Schall      |
| A            |  | Adolf Vogl        |
| Allenatore:  |  |                   |
| Hans Skolaut |  |                   |

| AGC BOLOGNA:       |  |                      |
|                    |  |                      |
| P                  |  | Mario Gianni         |
| D                  |  | Eraldo Monzeglio     |
| D                  |  | Felice Gasperi       |
| C                  |  | Mario Montesanto (c) |
| C                  |  | Aldo Donati          |
| C                  |  | Giordano Corsi       |
| A                  |  | Bruno Maini          |
| A                  |  | Raffaele Sansone     |
| A                  |  | Aldo Spivach         |
| A                  |  | Francisco Fedullo    |
| A                  |  | Carlo Reguzzoni      |
| Allenatore:        |  |                      |
| Lajos Nemes Kovács |  |                      |

#### Ritorno
| Arbitro: | Jewell |

|                                             |           |                 |
| Maini 21’ Reguzzoni 33’ 40’ 88’ Fedullo 84’ | Marcatori | 32’ (rig.) Vogl |

| AGC BOLOGNA:       |  |                     |
|                    |  |                     |
| P                  |  | Mario Gianni        |
| D                  |  | Eraldo Monzeglio    |
| D                  |  | Felice Gasperi      |
| C                  |  | Mario Montesanto    |
| C                  |  | Aldo Donati         |
| C                  |  | Giordano Corsi      |
| A                  |  | Bruno Maini         |
| A                  |  | Raffaele Sansone    |
| A                  |  | Angelo Schiavio (c) |
| A                  |  | Francisco Fedullo   |
| A                  |  | Carlo Reguzzoni     |
| Allenatore:        |  |                     |
| Lajos Nemes Kovács |  |                     |

| SK ADMIRA:   |  |                   |
|              |  |                   |
| P            |  | Peter Platzer     |
| D            |  | Robert Pavlicek   |
| D            |  | Anton Janda       |
| C            |  | Johann Urbanek    |
| C            |  | Karl Humenberger  |
| C            |  | Josef Mirschitzka |
| A            |  | Leopold Vogl      |
| A            |  | Karl Durspekt     |
| A            |  | Karl Stoiber      |
| A            |  | Wilhelm Hahnemann |
| A            |  | Adolf Vogl (c)    |
| Allenatore:  |  |                   |
| Hans Skolaut |  |                   |

## Classifica marcatori
|  | Gol | Marcatore          | Squadra         |
|  | --- | ------------------ | --------------- |
|  | 10  | Carlo Reguzzoni    | AGC Bologna     |
|  | 7   | György Sárosi      | Ferencvárosi FC |
|  | 7   | Adolf Vogl         | SK Admira       |
|  | 6   | Franz Binder       | SK Rapid        |
|  | 5   | Felice Borel       | Juventus FC     |
|  | 5   | Ferdinand Faczinek | AC Sparta Praha |
|  | 5   | Angelo Schiavio    | AGC Bologna     |
|  | 4   | János Dudás        | MTK Budapest    |
|  | 4   | Géza Toldi         | Ferencvárosi FC |
|  | 4   | Wilhelm Hahnemann  | SK Admira       |
|  |     |                    |                 |